# ファルコンヘビー
ファルコンヘビー (Falcon Heavy) は、アメリカのスペースX社が開発した宇宙飛行用の大型ロケット（打ち上げ機）である。ファルコン9ロケットの発展型であり、以前は「ファルコン9ヘビー (Falcon 9 Heavy)」とも呼ばれていた。二段式ロケットの構造をもち、一段目・二段目ともに推進剤にLOX/RP-1の組み合わせを使っている。2018年2月6日に初めて打ち上げられた。
ファルコンヘビーの打ち上げ能力はアポロ計画で使われたサターンVロケットの半分弱にも匹敵するもので、そのペイロードは低軌道に63,800 kg、静止トランスファ軌道に26,700 kg、火星軌道に16,800 kgにも上る。その積載能力から超大型重量貨物打ち上げ機に分類されている。

## 設計

ファルコン1、ファルコン9 Ver1.0、Ver1.1（3タイプ）、ファルコンFT（3タイプ）、ファルコンBlock 5（2タイプ）、ファルコンヘビー

ファルコンヘビーの機体構成は、ファルコン9を強化した中央のコアと、ファルコン9の1段目を2本サイドブースター（横付け補助ロケット）として用いるもので、これはモジュラーロケットと呼ばれる構成である。同じ構成のロケットとしては、デルタIVヘビーや、キャンセルされたアトラスV HLVといったEELV、ロシアのアンガラ・ロケットのA3、A5、A7がこれに相当する。ファルコンヘビーは低軌道に63,800 kgを運ぶことができる。ロケットは有人飛行に必要な全ての要求項目を満たすべく設計されている。構造上の安全余裕は飛行加重より40%で、他の同種のロケットよりも25%高い。

### 第一段目
第一段目には、前述のようにファルコン9の1段目とそこから派生したセンターコアが計3基使用される。それぞれマーリン 1D エンジンが9基搭載されているため、合計27基のロケットエンジンによってファルコンヘビーの総海面推力は 22,819 kN (5,130,000 lbf)、大気圏外での総推力は 24,681 kN (5,549,000 lbf) に達する。
打ち上げ後にロケットを回収する場合はファルコン9同様にそれぞれに4本ずつ伸展式着陸脚と、姿勢制御のスラスターおよび大気圏内での姿勢制御用にグリッドフィン が装備される。
打ち上げ時にはセンターコアは離床するための推力を得るため最大出力で動作するが、数秒後には出力を下げる。この制御によりセンターコアのエンジンは燃料を節約してより長時間燃焼を続けることができるようになる。その後サイドブースターを切り離すと再度最大出力に戻されて、サイドブースターがロケットから安全に離れるまで数秒間燃焼が続けられる。サイドブースターは回収し再利用されている。

#### 推進剤クロスフィードと採用中止
ファルコンヘビーの元々の設計では、推進剤クロスフィードが採用されており、サイドコアが空になって切り離されるまではセンターコアのエンジンの一部はサイドコアから供給された燃料と酸化剤を使用する予定であった。この設計では三つのコアのエンジンを発射時に全て同時点火し、そこからブースター燃焼終了まで最大推力を発揮しつつブースター切り離し後もセンターコアに推進剤を残すことができる。この推進剤クロスフィードシステムは「アスパラガス・ステージング」と呼ばれ、Tom Logsdon の Orbital mechanics という本にブースター設計と共に掲載されている。この本によれば、Ed Keith というエンジニアは推進剤クロスフィードを使用するロケットを表わす語として「アスパラガス茎ブースター (asparagus-stalk booster)」という言葉を造語している。イーロン・マスクはクロスフィードを実装する計画は少なくともファルコンヘビー初号機の段階では無いとしている。

### 第二段目
上段ロケットはファルコン9と共通の物が使われている。
真空での燃焼に最適化されたマーリンバキュームエンジン1基により445kNの推力を得られる。

## 諸元
| ロケットの名前             | ファルコンヘビー                                                  |
| -------------------------- | ----------------------------------------------------------------- |
| 補助ロケット               | 1機当り9基のマーリン1Dエンジンが備えられた液体燃料ブースター2機。 |
| 第一段                     | マーリン1Dエンジン9基                                             |
| 第二段                     | マーリンバキュームエンジン1基                                     |
| 高さ                       | 70.0 m (229.6 ft)                                                 |
| 全幅                       | 12.2 m (39.9 ft)                                                  |
| 離床推力                   | 22,819 kN (5,130,000 lbf)                                         |
| 打ち上げ時重量 (トン)      | 1,417,810 kg (3,125,735 lb)                                       |
| ペイロードフェアリング直径 | 5.2 m                                                             |
| ペイロード (LEO)           | 63,800 kg (使い捨て)                                              |
| ペイロード (GTO)           | 26,700 kg (使い捨て)                                              |
| ペイロード (火星)          | 16,800 kg (使い捨て)                                              |
| 価格                       | 9000万ドル (再使用) / 1億5000万ドル (使い捨て)                    |
| 質量あたり最小価格 (LEO)   | $2,351/kg (使い捨て)                                              |
| 質量あたり最小価格 (GTO)   | $5,618/kg (使い捨て)                                              |

## 沿革

### 開発の始まり

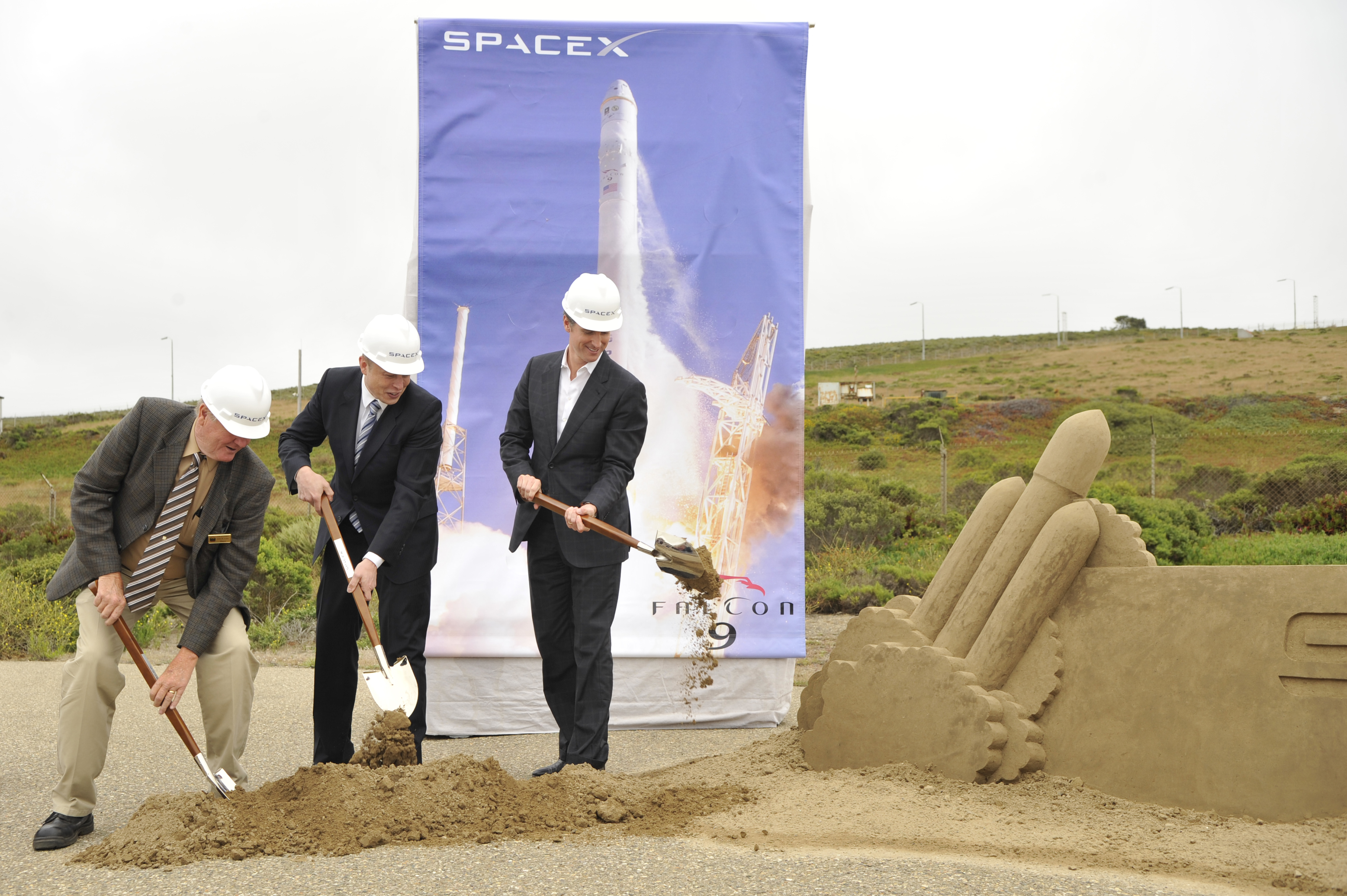
スペースXの起工式、ヴァンデンバーグ空軍基地SLC-4のファルコンヘビー発射台予定地にて

2004年5月以前の米国上院通商・科学・交通委員会での席上で、イーロン・マスクはこのような証言をした。 
"Long term plans call for development of a heavy lift product and even a super-heavy, if there is customer demand. [...] Ultimately, I believe $500 per pound [of payload delivered to orbit] or less is very achievable."
「HLVの開発を（もしかしたら超大型打ち上げ機の開発さえも）必要とする長期間にわたる計画が、顧客の必要に応じて可能です。…最終的に、私は（軌道まで運搬するペイロードの価格重量比の目安として）1ポンド当たり500ドル以下にする事は充分に実現可能と考えています。」
この、1ポンド当たり500米ドルで軌道に打ち上げるという目標価格は、隣接する一番近い位置に居る競争相手であるゼニットローンチ・ヴィークルが、いまのところ達成できそうなコストのおよそ半分の金額である。
2011年4月5日、ワシントンDCにあるナショナル・プレス・クラブの記者会見の場で、イーロン・マスクはこのように明言した。
“Falcon Heavy will carry more payload to orbit or escape velocity than any vehicle in history, apart from the Saturn V moon rocket, which was decommissioned after the Apollo program. This opens a new world of capability for both government and commercial space missions.”
「ファルコンヘビーは宇宙開発の歴史にある数々のロケットより重量のあるペイロードを打ち上げるでしょう。地球周回軌道に載せる場合や地球離脱速度のこともあるでしょう。アポロ計画の終了後に退役させられたサターンV型月ロケットは別としてですが。このロケットで、政府/民間用の両ミッションにおいて運用可能性における新しい世界が拡がるはずです。」 
このようにも発言している。
"Falcon Heavy will arrive at our Vandenberg, California, launch complex by the end of next year, with liftoff to follow soon thereafter. First launch from our Cape Canaveral launch complex is planned for late 2013 or 2014.”
「ファルコンヘビーは、カリフォルニア州ヴァンデンバーグにある私たちの発射施設にやってくるでしょう。それも来年です。打ち上げの瞬間とその後直ぐに始まる追跡管制も当地でします。ケープカナベラルの発射施設からの初打ち上げは2013年末頃から2014年にかかる時期になるでしょうね。」

### 開発の難航
スペースX社は前述のように、ファルコンヘビー・デモンストレーションロケットを2012年カリフォルニア州ヴァンデンバーグ空軍基地に運び込み、2013年に打ち上げる構想を練っていた。ケープカナベラル空軍基地からの初飛行は2013から2014年を目指していた。ファルコンヘビーで低軌道に到達するためのコストは、もし1年当り4回の打ち上げを続けられれば、1ポンド当たり1,000 USドルと低コストになる。スペースX社は年間10機ずつのファルコンヘビーとファルコン9を打ち上げる計画を立てていた。しかし初飛行までにはいくつもの壁が立ちはだかった。

#### 発射台の変更
ファルコンヘビーの初打上げは、2014年3月の時点までは、ヴァンデンバーグから行われる予定であったが、2014年4月14日に、ケネディ宇宙センター第39発射施設の39A発射台 (LC-39A) をNASAから20年間リースすることで合意されたため、ファルコンヘビーは、この39A射点から2015年始めに打ち上げることに方針転換された。だが、39A発射台の改修工事に時間がかかり工事終了が2015年11月まで伸びたため打ち上げは2016年半ばに再延期された。

#### 技術的問題
ファルコンヘビーの開発はファルコン9を単純に3機束ねるだけでは終わらず、技術的な問題が多く発生したことが明らかにされている。主な問題点としては以下が挙げられている。
- 機体が3機並ぶことから、空力特性が大きく変化してしまった。
- センターコア（中央の機体）に、両側のブースターからの負荷が集中。
- 多数のクラスターエンジンの制御問題（両側のブースター並びにコアステージの第一段エンジンの合計数は、失敗したソ連のN-1の30基に迫る27基にも達する）。

この結果、センターコアについてはファルコン9の流用では済まず、新規設計に等しい状態となってしまった。かつ、ファルコンヘビーの特徴の一つとして喧伝されていた推進剤クロスフィードについても、当面は実装されないこととなった。
さらにこの間に派生元のファルコン9にもv1.0→v1.1→FTと変更が加えられており、その結果2016年9月には発射台上で点検中に爆発するという重大事故が発生してしまう。その影響でファルコンヘビーの打ち上げも2017年夏後半へと再々延期となり、前述の技術的問題の対処もありさらに2018年1月へと延期された。

### 初打ち上げ

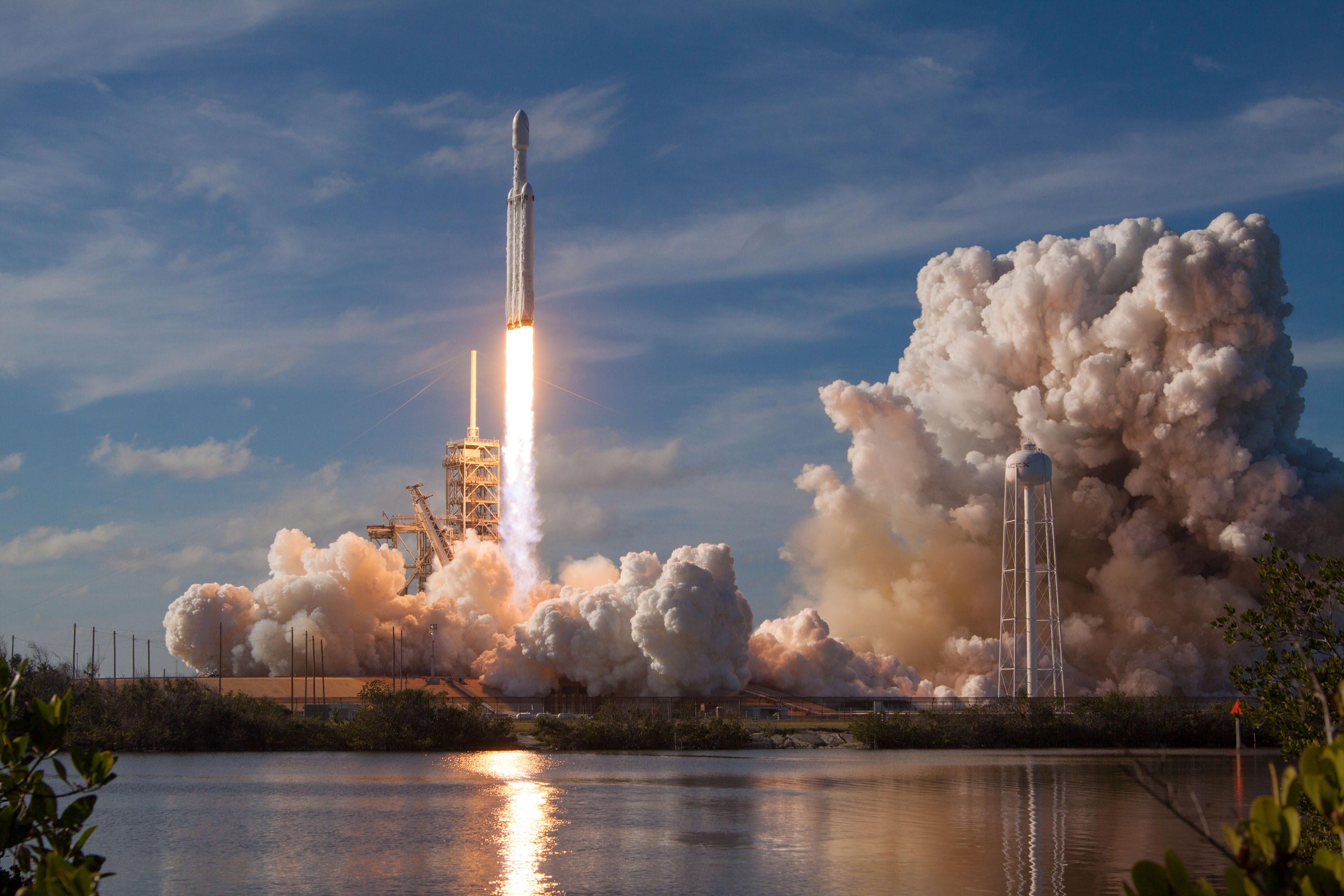
離床するファルコンヘビー

2018年1月24日にスペースXはファルコンヘビーの最初の地上燃焼試験をLC-39Aで実施した。1月29日、初の打ち上げを2月6日に行うことが発表され、現地時間の2月6日15時45分 (EST) に打ち上げられ、成功した。
この初打ち上げでは、ダミーのペイロードとしてイーロン・マスク氏が所有するテスラ・ロードスターが搭載された（スペースXのCEOのイーロン・マスクは、テスラのCEOでもある）。ロードスターの運転席には「Starman」と名付けられたスペースXが開発中の宇宙服が載せられた。また、このロードスターにはファウンデーションシリーズを収録した5次元光ストレージが搭載された。
マスク氏は打ち上げ前に「成功する確率は良くて3分の2、あるいは半分ほどかも」といった弱気なコメントを出していたが、打ち上げられた機体は順調な飛行を続け、ロードスターを火星軌道を遥かに超え、小惑星帯まで達する太陽周回軌道に投入した。
また、この打ち上げでは1段目の回収も試みられた。打ち上げから2分30秒後に分離された2機のサイドブースターは、発射場付近の着陸場に向けて飛行。2機同時の着陸に成功した。一方センターコアについては、発射場から約300マイル離れた大西洋上のドローンシップ(着陸用台船)への着艦が試みられたが、ランディング・バーンの制御に失敗し、ドローンシップから328フィート(約100m)離れた洋上に時速約300マイル(時速480km)で墜落した。センターコアの破片がドローンシップにかなり大きな損害を与え、ドローンシップからのライブ映像はフリーズ後中断している。事故から6日後にマスク氏は「3基のエンジンを再点火したが、外側の2基のエンジンの燃料が不足した」と原因についてツイートしている。
打ち上げならびに着陸、さらに宇宙空間を飛行するロードスターの様子は全てYouTubeを通じて全世界に生中継された。視聴者数は最大230万人にも達し、YouTube史上歴代2位を記録した。

## コスト

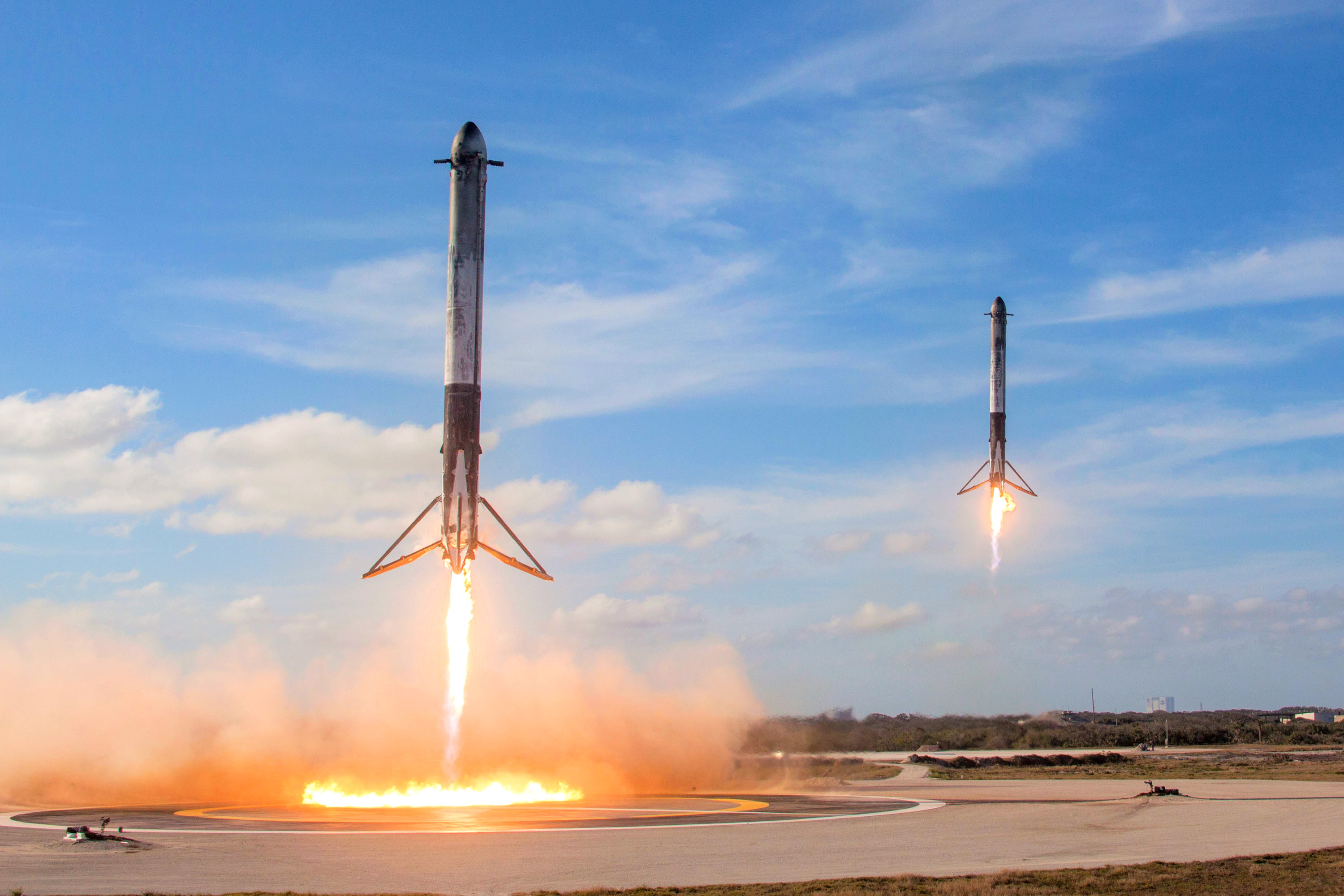
着陸する2機のサイドブースター

ファルコンヘビーの打ち上げコストは、スペースXの発表によれば1段目の回収を行わない場合で1億5000万ドル、サイドブースターを洋上回収しセンターコアを使い捨てにする構成で9500万ドル、1段目を全て回収する構成で9000万ドルとされている（2018年2月時点）。スペースXでは、サイドブースターを洋上回収する場合でも、打ち上げ能力の低下は使い捨てと比較して10%程度に留まるとしている（ただし1段目を全て回収する場合は大きく低下する）。この価格は米国の既存の超大型ロケット、例えばデルタ IV ヘビーの約3億5000万ドルの半額以下で、一方打ち上げ能力でもファルコンヘビーが同機を上回っている。またスペースXでは、将来的にファルコンヘビー1段目の完全な再使用が実現した場合、ロケットの消耗品は2段目のみとなり、最終的にコストをファルコン9と同等の6200万ドルまで下げることができると主張している。
なお、ファルコンヘビーの開発費は約5億ドルとされており、開発費自体も他の大型ロケットに比べて格段に安く済んでいる。

## 打上げ

### 打ち上げ実績
| No | 日付 / 時間 (UTC)      | ペイロード | 顧客            | 結果 | 備考 |
| -- | ---------------------- | --- | --------------- | ---- | --- |
| 1  | 2018年2月6日 20時45分  | ファルコンヘビー試験飛行 （ダミーペイロードとしてイーロン・マスクCEO所有のテスラ・ロードスターならびにスペースX社製宇宙服を着た「スターマン」というダミー人形を車体に搭載） | スペースX       | 成功 | テスラ・ロードスターは火星遷移軌道に投入。2機のサイドブースターは地上への着陸に成功した。センターブースターもドローンシップへの着艦を試みたがこちらは失敗している。                                                                       |
| 2  | 2019年4月11日 22時35分 | アラブサット6A | アラブサット    | 成功 | 初の商業飛行。ファルコン9ブロック5の機体を使用した初の構成。GTOに6tの打ち上げ。2機のサイドブースターB1052, B1053の着陸に加え、センターコアB1055のドローンシップへの着艦も成功した（ただし、センターブースターは時化のため帰航中に転倒）。 |
| 3  | 2019年6月25日 6時30分  | 米空軍スペーステストプログラム2 (STP-2) | 米国防総省      | 成功 | センターコアB1057-1、2機のサイドブースターB1052-2, B1053-2は回収に成功 |
| 4  | 2022年11月1日 13時40分 | USSF-44 | アメリカ宇宙軍  | 成功 | 内容は極秘。センターブースターは打ち上げ能力向上のため使い捨てられたが、サイドブースターB1064, B-1065は回収に成功。 |
| 5  | 2023年1月15日 22時56分 | USSF-67 | アメリカ宇宙軍  | 成功 | サイドブースターB1064-2, B1065-2はリサイクルされたものを利用し、再び回収した。 |
| 6  | 2023年5月1日 0時26分   | ViaSat-3 | ビアサット      | 成功 | センターコアB1068もサイドブースターB1053-3, B1052-8も使い捨てられた。 |
| 7  | 2023年7月28日 23:04    | Jupiter-3 (EchoStar 24) | EchoStar        | 成功 | Hughes Network Systemsによるインターネットを提供する、世界最大の商用通信衛星サイドブースターB1064-3, B1065-3はリサイクルされたものを利用し、再び回収した。                                                                                |
| 8  | 2023年10月13日14:19    | Psyche | NASA (JPL)      | 成功 | サイドブースターB1064-4, B1065-4はリサイクルされたものを利用し、再び回収した。 |
| 9  | 2023年12月29日 1:07    | USSF-52 (OTV-7) X-37B | アメリカ宇宙軍  | 成功 | サイドブースターB1064-5, B1065-5はリサイクルされたものを利用し、再び回収した。 |
| 10 | 2024年6月25日 21:26    | GOES-U | NASA(NOAA)      | 成功 | GOES-Rシリーズの4号機サイドブースターはB1072-1,B1086-1,センターコアはB1087であり、いずれもすべて新品。 |
| 11 | 2024年10月14日4:06     | エウロパ・クリッパー | NASA (JPL, APL) | 成功 | サイドブースターにB1064, B1065再利用。センターコアB1089、両サイドブースター（脚は取り外された）は、打ち上げ能力向上のため、全て使い捨てられた。                                                                                           |

### 打ち上げ予定
| No | 日付 / 時間 (UTC) | ペイロード                                      | 顧客                                          | 結果       | 備考                                                                  |
| -- | ----------------- | ----------------------------------------------- | --------------------------------------------- | ---------- | --------------------------------------------------------------------- |
| -  | 2024年11月以降    | Volatiles Investigating Polar Exploration Rover | NASA (ARC)                                    | キャンセル | 延期を繰り返していたが、2024年7月17日に、正式にキャンセルが発表された |
| -  | 2025年12月        | Griffin Mission One（月面探査車）               | Astrobotic                                    | 予定       |                                                                       |
|    | 2026年            | USSF-70                                         | アメリカ宇宙軍                                | 予定       |                                                                       |
|    | 2026年            | USSF-75                                         | アメリカ宇宙軍                                | 予定       |                                                                       |
| -  | 2026年            | Griffin Mission Two（月面探査車）               | Astrobotic                                    | 予定       |                                                                       |
| -  | 2027年5月以降     | ナンシー・グレース・ローマン宇宙望遠鏡          | NASA (GSFC)                                   | 予定       |                                                                       |
|    | 2027年            | USSF-174                                        | アメリカ宇宙軍                                |            |                                                                       |
|    | 2027年            | USSF-176                                        | アメリカ宇宙軍                                |            |                                                                       |
| -  | 2027年            | Power and Propulsion Element                    | NASA(JSC)                                     | 予定       |                                                                       |
| -  | 2027年            | GPS IIIF-1                                      | アメリカ宇宙軍                                | 予定       |                                                                       |
| -  | 2028年            | GLS-1 Dragon XL                                 | NASA (月軌道プラットフォームゲートウェイ計画) | 予定       |                                                                       |
| -  | 2029年            | GLS-2                                           | NASA (月軌道プラットフォームゲートウェイ計画) | 予定       |                                                                       |
| -  | TBD               | TBD                                             | Intelsat                                      | 計画中     |                                                                       |

## 火星探査構想

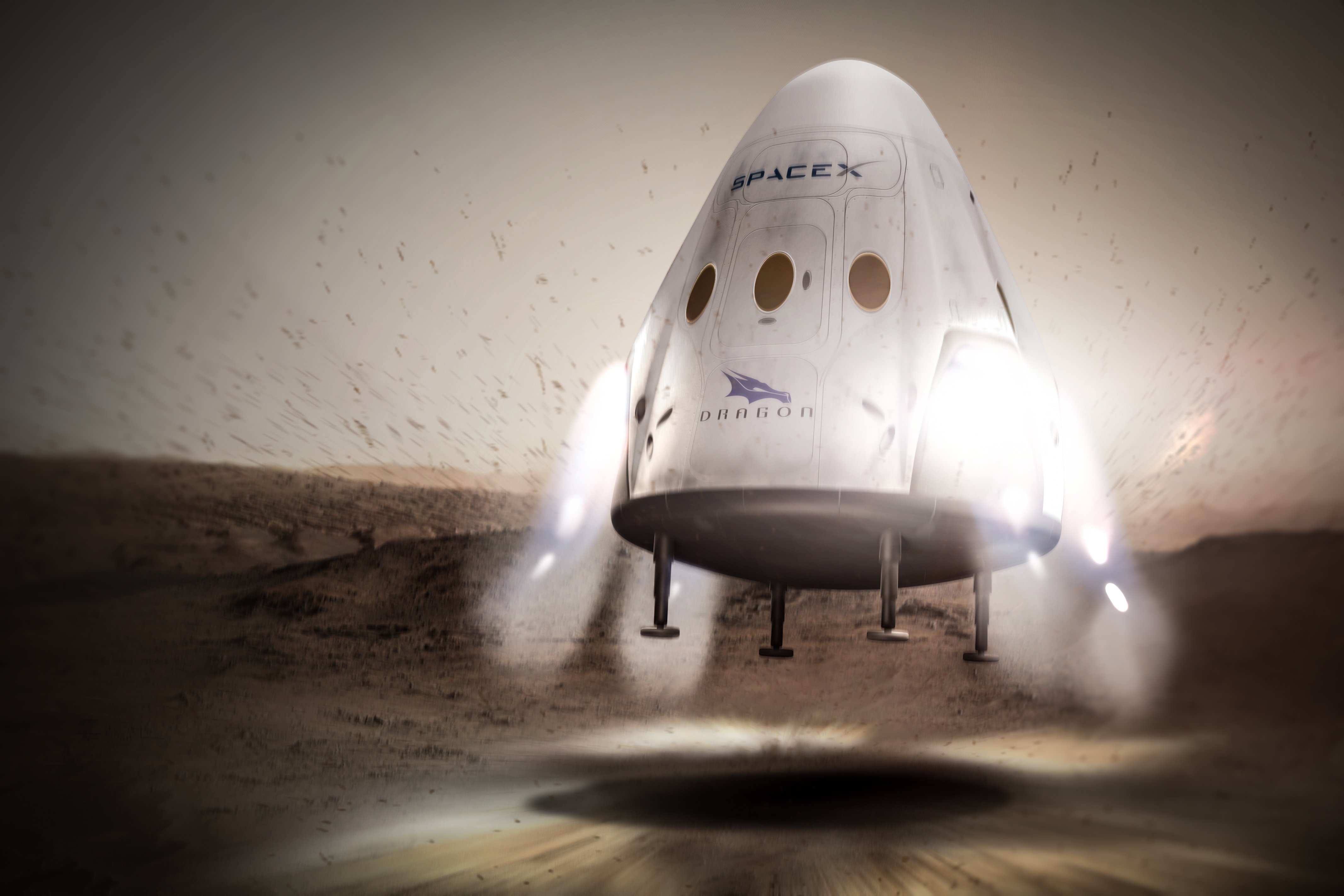
火星に着陸するドラゴン宇宙船（想像図）

2011年7月、NASAエイムズ研究センターは、ファルコンヘビーを使った低コスト火星探査構想を明らかにした。計画内では、ファルコンヘビーを打ち上げ機および火星遷移軌道投入用として利用し、ドラゴン宇宙船を火星の大気への大気圏突入に使うことが考えられており、レッド・ドラゴンと呼称されていた。コンセプトデザインは2012、2013年のNASAディスカバリーミッションとして、2018年に打ち上げ、その半年後に火星表面に到着すると提案されていた。このミッションの科学的目標は、生命の存在する証拠となる化学物質を探すことである。「過去に生命が存在した、あるいは現在でも存在している証拠になる分子、例えばDNAや過塩素酸塩還元酵素のような分子を探し出すことで、生体物質から生命の兆候を見出すこと」が今回のミッションの目標とするところである。レッドドラゴンは3.3フィート (1.0 m) 以上の深度まで地表を掘削することも予定に入れている。その目的は、赤茶けた土埃の下、火星の地下水が溜まっている地層が凍りついて永久凍土のようになったところで冬眠状態で保存されているであろうと考えられている火星の生命を標本採取することである。ミッションコストは打ち上げ費用を含まないで4億2,500万USドルになるだろうと推測されている。
スペースXはその後も火星探査への意欲を示しているが、レッド・ドラゴン自体は、後にドラゴン宇宙船のロケットエンジンによる軟着陸が技術的問題により断念された事に伴い、中止されたとみられている。なお、火星へのロケットは、ファルコンヘビーではなく、スターシップ の利用が構想されている。